# SEMI Equipment Communication Standard
Der SEMI Equipment Communication Standard (SECS) ist ein von Semiconductor Equipment and Materials International (SEMI) publizierter Kommunikationsstandard für Computer und Geräte in der verarbeitenden Industrie. Unter SECS wird im Allgemeinen die Zusammenfassung folgender Standards verstanden:
- Semi E04: SECS I, Beschreibung der Kommunikation über serielle Anschlüsse
- Semi E05: SECS II, Beschreibung der Nachrichten
- Semi E37: HSMS, Beschreibung der Kommunikation über Ethernet

Die Nachrichten werden nach sog. Streams und Funktionen geordnet, "S1F1" bezeichnet die erste Funktion im ersten Stream. Für gewöhnlich sind Nachrichten mit ungeraden Funktionen Anfragen, die durch Nachrichten mit geraden Funktionen beantwortet werden. So ist z. B. die Anfrage S1F1 ("Are you there") die Aufforderung an ein Gerät, sich zu melden (vgl. Ping in IP-Netzwerken), worauf das Gerät mit einer Antwort mit dem Format S1F2 antwortet.